# 旋毛纲
旋毛纲（學名：Spirotrich），或作旋毛類，是纤毛虫门内大核亚门之下的一個大型及高度多樣化的原生生物綱:141-173。
這些動物，無論是棲息於泥土、淡水或海水，其纖毛的構造都一樣。

## 分類
截至2020年11月21日，WoRMS紀錄本綱包括下列五個亞綱：
- 环毛亚纲（英语：Choreotrichia） Choreotrichia（英语：Choreotrichia） Small & Lynn 1985
- 下毛亚纲 Hypotrichia：例如Euplotes，亦作少毛亚纲；
- Subclass Licnophoria
- Subclass Protocruziidia
- 排毛亚纲（英语：Stichotrich）  Stichotrichia（英语：Stichotrichia）（例如：Stylonychia）

寡毛亚纲 Oligotrichia (e.g. Halteria）舊屬旋毛綱，今從旋毛綱獨立出來。